# Canal Grande
Canal Grande (tal.: Veli(ki) kanal, mlet. Canałasso), najveći kanal u Veneciji u Italiji. On je glavna prometna žila kucavica grada u laguni. Po njemu se odvija najveći dio javnog prijevoza u gradu, uz javne vaporrete, na kanalu prometuje i velik broj taksija glisera, izletničkih brodica i gondola.
Kanal počinje od Trga Santa Lucia, kod željezničkog kolodvora, te vodi do Trga svetog Marka. Ima oblik slova S-oblik i dijeli Veneciju na dva dijela. Canal Grande je dug 3.800 m, širok 30–90 m, s prosječnom dubinom od pet metara.

## Opis kanala
Duž obala kanala, je niz od preko 170 prekrasnih palača, od kojih je većina izgrađena u vremenu od 13. st. - 18. st. Mletačke plemićke obitelji su se doslovno natjecale, unatoč velikim troškovima, tko će napraviti ljepšu i luksuzniju palaču na kanalu. Najpoznatije palače su; Palazzo Barbaro, Ca 'Rezzonico, Ca 'd'Oro, Palazzo Dario, Ca 'Foscari, Palazzo Barbarigo, Palazzo Venier dei Leoni. Uz kanal se nalaze i brojne crkve od kojih je najljepša Santa Maria della Salute, tu se nalazi i Peggy Guggenheim kolekcija.
Na kanalu se održava i višestoljetna tradicijska godišnja regata (Regata Storica).
Većinom se promet odvija duž kanala, ali ne i preko njega. Do 18. st. samo je jedan most povezivao grad preko kanala - Ponte Rialto. Danas preko kanala vode još tri mosta;  Ponte degli Scalzi, Ponte dell'Accademia, treći most Ponte della Costituzione projektanta Santiaga Calatrava koji je nedavno podignut, povezuje željezničku stanicu, s jedinim trgom u Veneciji do kojeg je moguće doći automobilom - Piazzale Roma, podigao je mnogo prašine i polemika.

I danas kao nekad, venecijance preko kanala, prijevoze jednostavni brodovi - splavi, koje oni zovu traghetto.

## Povijest kanala

### Prva naselja duž kanala
Canal Grande je najvjerojatnije nastao kao korito neke od antičkih rijeka (možda jedne od grana rijeke Brenta) koje su se ulijevale u lagunu. Tu su prije Rimljana živjeli Veneti u naselju sojenica Rio Businiacus i bavili se ribarstvom i trgovinom solju. 
Od  Bizanta raste važnost naselja u laguni, a to se ubrzalo kad je početkom 
9. stoljeća mletački dužd preselio svoje sjedište iz Malamocca na puno sigurniji Rivoaltus (kasniji Rialto - nukleus današnje Venecije.
Nakon što je dužd pronašao sigurnu luku u dubokom kanalu, povećala se trgovačka aktivnost grada. U to vrijeme kanal je bio širi, a brojne male otoke povezivali su drveni mostovi.

### Osnutak i razvoj "fontika"
Kako se trgovina grada povećavala, stali su nicati posebni venecijanski objekti fontici, to je bila kombinacija skladišta i hostela u kojom su mogli odsjedati strani trgovci.
Fontici su imali uz obale kanala - portico, prostrani nadsvođeni trijem za istovar robe s brodova. Iz portika se uz niz odvojenih dućana dolazilo do stražnjeg dvorišta. Prvi kat imao je sličan raspored, kao prizemlje, samo što je umjesto portika tu bila vellika lođa sa svijetlom dvoranom iz koje se ulazilo u sobe za boravak i uredovanje trgovaca. Tako je dobiven raspored, koji je vidljiv na fasadi, prozračni središnji dio objekta sa zatvorenijim dodatcima na krajevima objekta. 
Uz Fondaco dei Turchi (turska kuća iz 13. st., obnovljena u 19. st.), postojali su i drugi fondachi, poput njemačkog - Fondaco dei Tedeschi (koji se također nalazi na Canal Grande). Na taj način je Mletačka republika, davajući velikom broju stranih trgovaca prostor za rad u Veneciji, istovremeno na taj način kontrolirala njihovu aktivnost.
U 13. st.  i 13. st. podignuto je više javnih zgrada, uz 
Canal Grandeu oko dijela grada - Rialto. To su bile palače (npr. Ca' da Mosto), koje su objedinjavale dvije aktivnosti;  trgovinu i financije (bankarstvo); takve su bile Palazzo dei Camerlenghi i Palazzo dei Dieci Savi, (obnovljen nakon požara 1514.). 1181. godine Nicolò Barattieri podigao je pontonski most koji je povezao Rialto s Merceriama (dio grada u četvrti San Marco), taj most je kasnije zamijenjen drvenim mostom s trgovinama na njemu. Skladišta za brašno i sol, nalazila su se na periferiji.

### Venecijansko-bizantinski stil
Iz Konstatinopolisa je u Veneciju, uz puno trgovačke robe (mirodija, svile) dolazilo i puno umjetničkog blaga, skulptura, kamene arhitektonske plastike (stupova, kapitela, fizeva). One su počele krasiti kuće bogatijih plemićkih obitelji. Tako je nastao jedan specifični spoj Bizanta s prethodnim venecijanskim elementima u arhitekturi.  Venecijansko-bizantski stil, karakterizira velika lođa s okruglim ili malo izduženim lukovima i višebojna kamena plastika.
Palače podignute u tom duhu su; Ca 'Farsetti, Ca' Loredan (u obadvije su danas tijela gradske uprave) i Ca 'da Mosto, sve ove palače su podignute od 12. st. do 13. st. Tijekom ovog perioda Rialto je bio središte grada, tu se najviše gradilo. U Veneciji je građevinski materijal bio neobično skup, zato su se vrlo često, koristili isti građevinski materijal kod kasnijih pregradnji ili obnova, zgrade su nicale na istim temeljima. A postojeća kamena plastika koristila se i nadalje, tako je nastajalo karakteristično venecijansko miješanje stilova vidljivo na palačama; Ca 'Sagredo, Palazzo Bembo. Venecijanci su zadržali polikromiju (višebojne fasade), jasnu podjelu na tri dijela, velike lođe, svijetle i velike otvore, i poseban raspored prostorija, taj poseban venecijanski arhitektonski ukus, nastavio se je i u budućnosti.
Nakon pada i pljačke Konstatinopolisa, za Četvrtog križarskog rata 1204., bizantski utjecaj na Veneciju se produžio sve do kasnog 14. stoljeća.

### Venecijanskagotika
Gotičke arhitektura ukorijenila se u Veneciji dosta kasno, i to kao kićena cvjetna gotika (gotico fiorito), ta moda otpočela je s izgradnjom južnog pročelja Duždeve Palače. Taj posebni venecijanski stil karakteriziraju okomite linije na pročeljima, veliki otvori, velike lođe, tanki elegantni stupovi, motiv djeteline s četiri lista u lunetama prozorskih otvora i polikromatika.
Rasvjetale gotičke mramorne fasade, brzo su se množile na Canal Grandeu tijekom  15. st. Takve su; Ca 'd'Oro, Palazzo Bernardo, Ca' Foscari (u njoj je danas Venecijansko Sveučilište), Palazzo Pisani Moretta, Palazzi Barbaro, Palazzo Cavalli-Franchetti.

### Renesansa
Na početku 15. st.,počinju se pojavljivati renesansni
arhitektonski elementi na palačama uz kanal; Palazzo Dario, 
Palazzo Corner Spinelli (arhitekt Mauro Codussi, pionir renesanse u Veneciji). 
Ca 'Vendramin Calergi, u kojem se danas nalazi kazino, je također njegov projekt. To je najbolji primjer venecijanske renesanse, veliki prozori, između masivnih antičkih maramornih stupova.
Klasična renesansna arhitektura najvidljiva je u ostarenjima Jacopa Sansovina, koji je u Veneciju došao iz Rima 1527. On je na kanalu podigao; Palazzo Corner i Palazzo Dolfin Manin, poznat po svojoj monumentalnosti. Ostale renesansne građevine na kanalu su: Palazzo Papadopoli i Palazzo Grimani di San Luca. Nekoliko palače iz tog vremena imalo je freske na fasadama koje su oslikali slikari poput Il Pordenonea, Tintoretta, Paolo Veronesea (nažalost sve su propale).

### Venecijanskibarok
1582. godine Alessandro Vittoria započeo je gradnju Palazzo Balbi (u njoj se danas nalazi poglavarsvo grada Venecije), na toj palači se vide barokni elementi na završnom krovnom vijencu, izlomljenim lukovima prozorskih luneta i ornamentalnim motivima na pročelju.
Najznačajniji barokni arhitekt Venecije je Baldassare Longhena. 1631. godine počeo graditi svoje remek djelo - baziliku Santa Maria della Salute, jednu od najljepših crkava u Veneciji i simbol Canal Grandea. Ovaj neveliki hram sa svojim klasičnim izgledom, fasadom od bijelog mramora i profinjenim volutama oko glavne kupole, je najsnimaniji objekt u Veneciji.
Baldassare Longhena je poznije projektirao dvije impozantne palače; Ca' Pesaro i Ca' Rezzonico (s mnogo arhitektonske plastike i chiaroscuro efekata) i crkvu Santa Maria di Nazareth (Chiesa degli Scalzi). Zbog brojnih raznih razloga veliki arhitekt nije uspio dovršiti ove objekte, te su nakon njegove smrti oni izmijenjeni.
Longhenin utjecaj se vidi i na puno novijoj fasadi Palazzo Labia, na kojoj je i 
ciklus fresaka Giambattiste Tiepola. Longhena je odgojio dva značajna venecijanska arhitekta Domenica Rossia (fasada palače San Stae, Ca 'Corner della Regina) i Giorgia Massarija, koji je kasnije dovršio njegov Ca' Rezzonico.
16. st. i 17. st. označile su početak kraja Mletačke Republike, ali se tad najviše gradilo duž kanala, što je naizgled paradoksalno. Objašnjenje djelomično leži u činjenici što je sve veći broj obitelji (poput obitelji Labia) postalo patricijima plativši tu privilegiju ogromnom svotom namijenjenoj financijski posrnuloj Republici. Nakon stecanja plemićkog statusa, takve porodice su si nastojale podići adekvatnu rezidenciju na kanalu, istovremeno su time izazivali susjede na obnovu vlastitih palača.

### Neoklasicističkaarhitektura
Prvi objekt izgrađen u neoklasicističkom stilu na kanalu je crkva San Simeone Piccolo, iz prve polovine 18. stoljeća. To je zgrada s 
impresivnim korintskim trijemom, te centralnim tlocrtnim rasporedom i visokom  bakrenom kupolom. 
Zatim je Giorgio Massari 1750. godine, podignuo u istom stilu Palazzo Grassi.

### Kanal u novom dobu
Nakon pada Republike 1797. izgradnja zgrada na kanalu je zamrznula, tako su nedovršene ostale; crkva San Marcuola i Palazzo Venier dei Leoni (danas je u njoj Peggy Guggenheim kolekcija). Patricijske obitelji izgubile su želju za samopromocijom, a mnoge od njih su izumrle.
Nekoliko povijesnih palača bilo je porušeno, no većina ih je opstala, te su nakon 
temeljnih restauracija i sanacija, zadržale svoj 18. stoljetni izgled.
Najznačajniji od tih objekata su danas u javnom vlasništvu, u njima se uglavnom nalaze javne ustanove ili muzeji.
Za Napoleonskih vremena, a potom i za Kraljevine Italije, crkva i crkveni redovi bili su podvrgnuti temeljnom propitivanju, a mnoga crkvena imanja oduzeta.Tad su mnoge crkve i samostani ostali bez svojih slika, umjetničkog blaga i namještaja, a neke od zgrada u kojima su se nalazili promijenile su svoju namjenu poput kompleksa zgrada Santa Maria della Carita, u kojima je danas Galleria dell'Accademia ili su bili srušeni. Zgrade samostana Santa Lucia i sama crkva (koje je djelomično projektirao Palladio) srušene su 1861. za izgradnju Željezničke stanice Santa Lucia.

## Zbivanja i svečanosti na kanalu

### Povijesnaregata
Prve nedjelje u rujnu odvija se tradicijska povijesna regata (Regata Storica), to je natjecanje između mletačkih brodova, koje svake godine gleda više tisuća ljudi s obala kanala ili plutajućih gledališta duž kanala. Natjecanju prethodi povijesna procesija -Corteo Storico, kojom se obnavlja sjećanje na dolazak kraljice Cipra Katarine Cornaro, nakon njene abdikacije 1489. godine. Tada gondoljeri u povijesnim kostimima, veslaju replikama povijesnih brodova iz 16. stoljeća, i prate Bucintora, duždevu galiju.

### Svetkovina Madonna della Salute
21. studenog Venecijanci slave Gospu od zdravlja (Madonna della Salute), zato što vjeruju da ih je spasila za velike epidemije kuge 1630. – 1638., tada pohode crkvu Santa Maria della Salute. 
Hodočasnici tada prelaze preko Canal Grandea na privremenom pontonskom mostu od Campo (trg) Santa Maria Zobenigo.

## Galerija slika s kanala
- Canal Grande viđen sa mosta Ponte dell'Accademia i bazilika Madonna della Salute
- Canal Grande pogled sa mosta Rialto
- Canal Grande pogled sa mosta Ponte di Rialto
- Canal Grande noću, s lijeva se vidi stanica vaporetta Sant'Angelo.
- Ponte degli Scalzi i Canal Grande
- Canaletto: Regata na Canal Grande i Ca' Foscari
- Canaletto: Canal Grande i Fondaco dei Tedeschi (lijevo)

## Pogledajte i ovo
- Venecijanska laguna
- Mletačka Republika

## Vanjske poveznice
- Web kamera na Canal Grande  Arhivirana inačica izvorne stranice od 13. listopada 2008. (Wayback Machine)
- Lista venecijanskih palača (njem.)
- Venecijanske palače (tal.)